# Behörde für Justiz und Verbraucherschutz

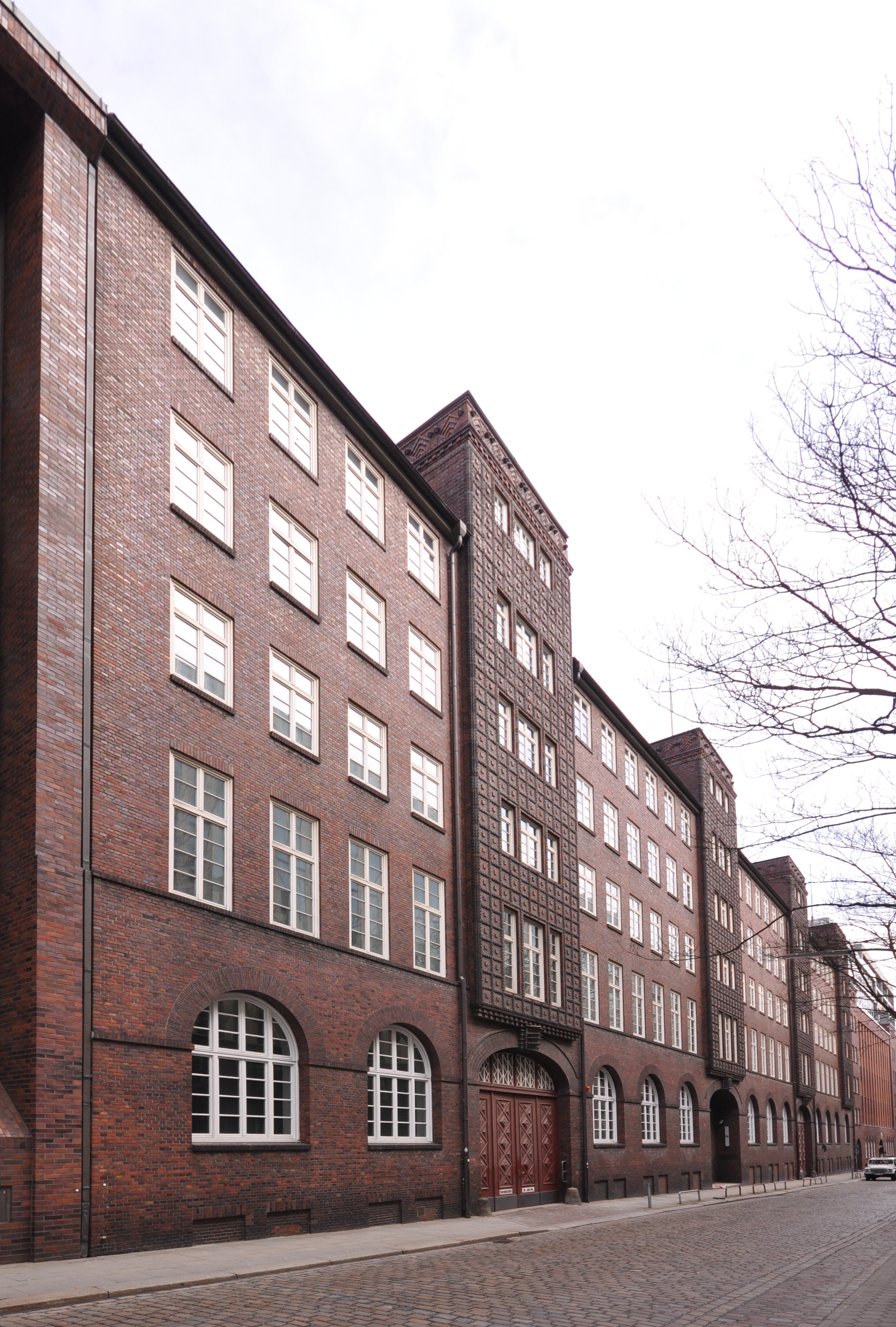
Justizbehörde, Drehbahn 36

Die Hamburger Behörde für Justiz und Verbraucherschutz (kurz BJV) ist eine von elf Fachbehörden des Senats der Freien und Hansestadt Hamburg. Sie nimmt die Aufgaben eines Landesministeriums wahr und ist zuständig für die Rechtspflege und den Verbraucherschutz in der Hansestadt. Ihren Sitz hat sie in der Drehbahn 36 in Hamburg-Neustadt.
Senatorin für Justiz und Verbraucherschutz und Präses der Behörde ist seit dem 10. Juni 2020 Anna Gallina von Bündnis 90/Die Grünen. Staatsrat ist seit 30. November 2021 Holger Schatz von der SPD.

## Geschichte
Die Justizbehörde entstand zum 1. Januar 1967 aus der Zusammenlegung der vormaligen „Gefängnisbehörde“ mit der bis dahin eigenständigen „Landesjustizverwaltung“, die die Oberaufsicht über Gerichte, Staatsanwaltschaften und weitere Einrichtungen innehatte.
Mit Beginn der rot-grünen Koalition im Senat Scholz II wurde der Bereich Gleichstellung von der Justizbehörde in die Behörde für Wissenschaft, Forschung und Gleichstellung (ehemals nur Behörde für Wissenschaft und Forschung) übertragen.
Im Zuge der Fortführung der rot-grünen Koalition nach der Bürgerschaftswahl 2020 wurde 2020 im Senat Tschentscher II die Zuständigkeit für den Verbraucherschutz von der nunmehr aufgelösten Behörde für Gesundheit und Verbraucherschutz an die Justizbehörde übertragen.